# (277) Elvira
(277) Elvira – planetoida z grupy pasa głównego asteroid.

## Odkrycie
Została odkryta 3 maja 1888 roku w Observatoire de Nice w Nicei przez Auguste Charloisa. Nazwa planetoidy pochodzi prawdopodobnie od głównej bohaterki wierszy Alphonse’a de Lamartine’a Méditations poétiques (1820) i Harmonies poétiques et religieuses (1830).

## Orbita
(277) Elvira okrąża Słońce w ciągu 4 lat i 329 dni w średniej odległości 2,88 j.a. Planetoida należy do rodziny planetoidy Koronis.